# Keisa Monterola
Keisa Monterola (* 26. Februar 1988 in Caracas) ist eine ehemalige venezolanische Leichtathletin, die sich auf den Stabhochsprung spezialisiert hat. Ihren größten Erfolg feierte sie mit dem Gewinn der Goldmedaille bei den Zentralamerika- und Karibikspielen 2010 in Mayagüez.

## Sportliche Laufbahn
Erste internationale Erfahrungen sammelte Keisa Monterola im Jahr 2002, als sie bei den Juniorensüdamerikameisterschaften im Rahmen der Südamerikaspiele in Belém ohne eine übersprungene Höhe blieb. Im Jahr darauf gelangte sie bei den Jugendweltmeisterschaften im kanadischen Sherbrooke mit 3,35 m auf Rang 19 und 2004 schied sie bei den Juniorenweltmeisterschaften in Grosseto mit 3,85 m in der Qualifikationsrunde aus. Anschließend siegte sie mit 3,80 m bei den Jugendsüdamerikameisterschaften in Guayaquil. Im Jahr darauf gewann sie bei den Jugendweltmeisterschaften in Marrakesch mit 4,30 m die Silbermedaille und siegte dann mit 4,10 m bei den Panamerikanischen Juniorenmeisterschaften in Windsor. Zudem gewann sie auch bei den Juniorensüdamerikameisterschaften in Rosario mit 3,60 m die Goldmedaille. 2006 blieb sie bei den Ibero-Amerikanischen Meisterschaften in Ponce ohne eine Höhe und anschließend gewann sie bei den Zentralamerika- und Karibikspielen (CAC) in Cartagena mit 3,85 m die Bronzemedaille hinter den Kubanerinnen Maryoris Sánchez und Yarisley Silva. Im November siegte sie dann mit einer Höhe von 4,10 m bei den U23-Südamerikameisterschaften im Rahmen der Südamerikaspiele in Buenos Aires. Im Jahr darauf belegte sie bei den Südamerikameisterschaften in São Paulo mit 4,10 m den vierten Platz und kurz darauf siegte sie mit 4,10 m bei den Juniorensüdamerikameisterschaften ebendort und sicherte sich bei den Panamerikanischen Juniorenmeisterschaften mit derselben Höhe die Bronzemedaille. Daraufhin nahm sie an den Panamerikanischen Spielen in Rio de Janeiro teil, blieb dort aber ohne eine übersprungene Höhe. 
2008 gewann sie bei den Ibero-Amerikanischen Meisterschaften in Iquique mit 4,00 m die Bronzemedaille hinter der Brasilianerin Joana Costa und Carolina Torres aus Chile, ehe sie bei den Zentralamerika- und Karibikmeisterschaften in Cali mit derselben Höhe die Silbermedaille hinter der Kolumbianerin Milena Agudelo gewann. Im Jahr darauf siegte sie mit 4,00 m bei den Juegos Bolivarianos in Sucre und 2010 belegte sie bei den Ibero-Amerikanischen Meisterschaften in San Fernando mit 3,90 m den siebten Platz. Zudem siegte sie mit 4,20 m bei den CAC-Spielen in Mayagüez. 2011 siegte sie mit 4,00 m bei den CAC-Meisterschaften ebendort und belegte dann bei den Panamerikanischen Spielen in Guadalajara mit 4,30 m den fünften Platz. Zudem begann sie ein Studium an der Eastern Washington University in den Vereinigten Staaten. Im Jahr darauf blieb sie bei den Ibero-Amerikanischen Meisterschaften in Barquisimeto ohne eine Höhe und 2015 beendete sie ihre aktive sportliche Karriere im Alter von 27 Jahren.
2009 wurde Monterola venezolanische Meisterin im Stabhochsprung.